# بروتين تنظيمي
عامل النسخ GaI4 هو منظم إيجابي للتعبير الجيني للجينات التي يسببها الجالاكتوز. يمثل هذا البروتين عائلة فطرية كبيرة من عوامل النسخ، عائلة Gal4 والتي تضم أكثر من 50 عضوًا في خميرة Saccharomyces cerevisiae، على سبيل المثال Oaf1، Pip2، Pdr1، Pdr3، Leu3.
يتعرف Gal4 على الجينات التي تحتوي على UASG، وهو تسلسل تنشيط أولي، ويُنشّطها. في خلايا الخميرة، الأهداف الرئيسية هي GAL1 ( جالاكتوكيناز )، GAL10 ( UDP-جلوكوز 4-إيبيميراز )، وGAL7 ( جالاكتوز-1-فوسفات يوريديل ترانسفيراز )، وهي ثلاثة إنزيمات مطلوبة لاستقلاب الجالاكتوز. وقد أثبت هذا الربط أيضًا فائدته في بناء نظام GAL4/UAS، وهي تقنية للتحكم في التعبير لدى الحشرات. في الخميرة، يتم قمع Gal4 افتراضيًا بواسطة Gal80، ويتم تنشيطه في وجود الجالاكتوز حيث يقوم Gal3 بربط Gal80 بعيدًا.

## مجالات

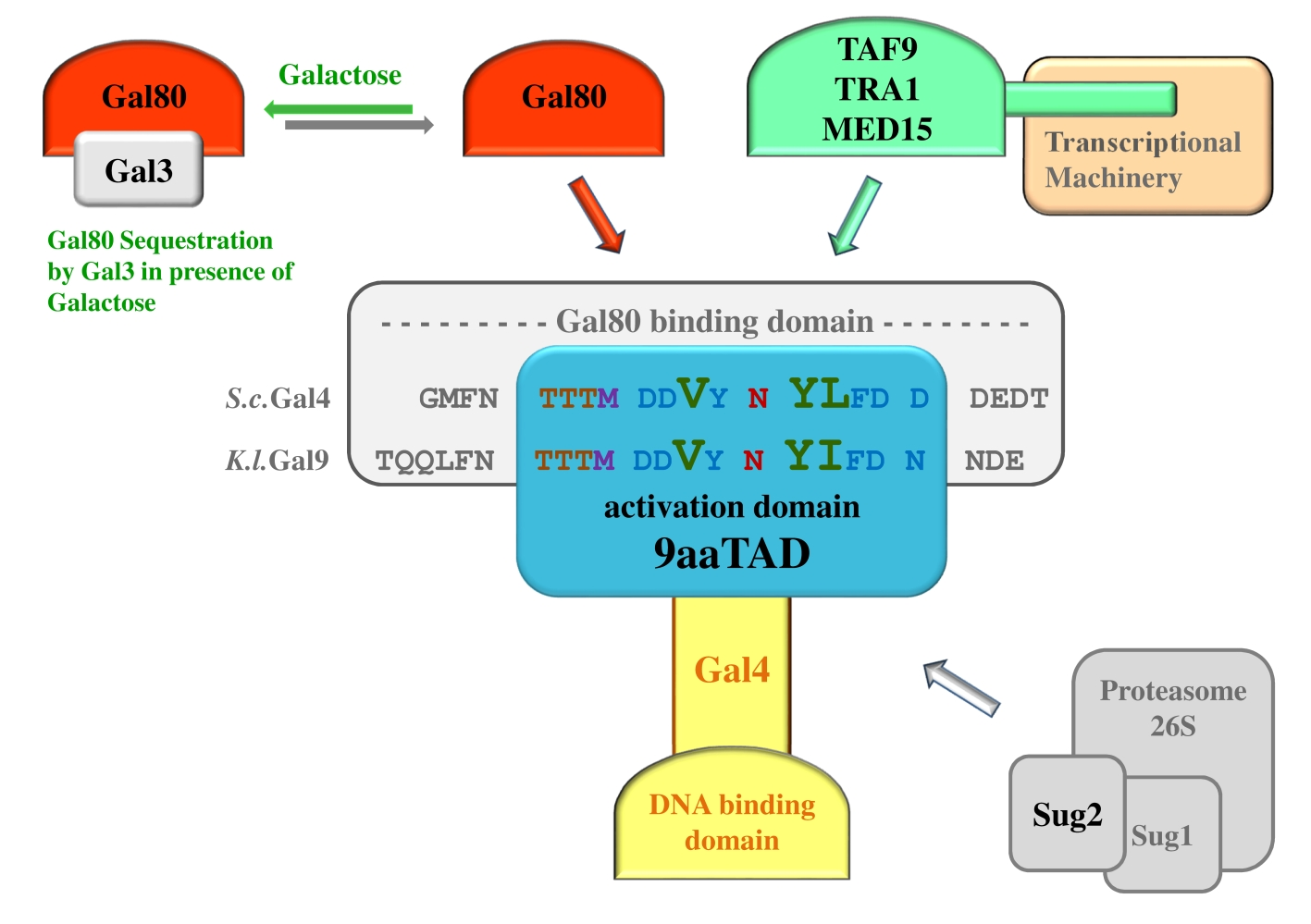
مجالات Gal4 والتنظيم

يوفر المجالان التنفيذيان، مجال ربط الحمض النووي وتنشيطه، الوظيفة الرئيسية لبروتين Gal4 المتوافق مع معظم عوامل النسخ.

## ربط الحمض النووي
Gal4 N-terminus هو إصبع من الزنك وينتمي إلى عائلة الفطريات Zn (2) -C6. وهو يشكل مجموعة ثيولات Zn-cysteines، ويتعرف على وجه التحديد على UAS G في مروج GAL1.

## معاملات Gal4
مترجم إلى الطرف C، ينتمي إلى عائلة مجال معاملات الأحماض الأمينية التسعة، 9aaTAD، جنبًا إلى جنب مع Oaf1، Pip2، Pdr1، Pdr3، ولكن أيضًا p53 وE2Aو MLL .

## تنظيم
يحفز الجالاكتوز النسخ بوساطة Gal4 على الرغم من أن الجلوكوز يسبب قمعاً شديداً.
كجزء من تنظيم Gal4، يتعرف البروتين المثبط Gal80 على منطقة Gal4 (853-874 aa) ويرتبط بها.
يتم عزل البروتين المثبط Gal80 بواسطة البروتين التنظيمي Gal3 بطريقة تعتمد على الجالاكتوز. وهذا يسمح لـ Gal4 بالعمل عندما يكون هناك الجالاكتوز.
فقد متحولة فقدان الوظيفة Gal4 gal4-64 (1-852 aa، حذف محطة Gal4 C 29 aa) كلا من التفاعل مع Gal80 ووظيفة التنشيط.
في طفرة Gal4 المعكوسة Gal4C-62، ظهر تسلسل (QTAY N AFMN) بنمط 9aaTAD واستعاد وظيفة التنشيط لبروتين Gal4.

## بنيات غير نشطة
يتم منع مجال التنشيط Gal4 بواسطة مجال C-terminal في بعض بنيات Gal4.

## وظيفة
هدف
نسخ

## بروتيوسوم
يحتوي الوحدة الفرعية من البروتين التنظيمي 26 S proteasome Sug2 على تفاعل جزيئي ووظيفي مع وظيفة Gal4. دوران التحلل البروتيني لعامل النسخ Gal4 غير مطلوب للوظيفة في الجسم الحي. يحمي التفرد الأحادي Gal4 الأصلي من زعزعة الاستقرار بوساطة 19S في ظل الظروف المسببة.
يتم التوسط في وظيفة تنشيط Gal4 بواسطة MED15 (Gal11).
يتفاعل بروتين Gal4 أيضاً مع وسطاء النسخ الآخرين مثل مركب Tra1،  TAF9، وSAGA/MED15.

## استخدام
يتم الاستخدام الواسع النطاق لـ Gal4 في فحص الخميرة ثنائي الهجين أو فحص تفاعلات البروتين البروتين في الخلايا حقيقية النواة من الخميرة إلى الإنسان.
في نظام GAL4/UAS، يتم استخدام بروتين Gal4 ومنطقة تنشيط المنبع Gal4 (UAS) لدراسة التعبير الجيني ووظيفته في الكائنات الحية مثل ذبابة الفاكهة.
لقد وجد Gal4 والبروتين المثبط Gal80 تطبيقاً في تقنية علم الوراثة لإنشاء خلايا متجانسة ذات علامات فردية تسمى MARCM (تحليل الفسيفساء باستخدام علامة خلية قابلة للقمع).